# جيمس وايت (سياسي أمريكي، مواليد 1749)
جيمس وايت (بالإنجليزية: James White)‏ هو قاضي ومحامي وسياسي أمريكي، ولد في 16 يونيو 1749 في فيلادلفيا في الولايات المتحدة، وتوفي في 1 أكتوبر 1809. نشط حزبياً في الحزب الجمهوري. وقد انتخب عضو مجلس نواب كارولينا الشمالية.